# Deux Bidasses et le Général
Pour plus de détails, voir Fiche technique et Distribution.
Deux Bidasses et le Général (Due marines e un generale) est une comédie italienne de Luigi Scattini sortie en 1965.

## Synopsis
En Afrique du Nord, 1943, Joe (Ciccio Ingrassia) et Frank (Franco Franchi), deux soldats italiano-américains sont envoyés par l'état-major pour espionner le général Von Kassler. Ils s'égarent dans une tempête de sable avec leur jeep et sont faits prisonniers par les Allemands. Dans leur poste de commandement, ils font la connaissance du Général Von Kassler (Buster Keaton), qui a en secret un mépris pour les thèses nazies. Von Kassler laisse Joe et Frank s'enfuir avec de faux plans des positions allemandes, dans l'espoir de tromper le quartier général américain. Mais, par un pur hasard, les deux prisonniers emportent les plans authentiques. Ils se feront poursuivre par les nazis à travers le pays et devront faire preuve d'astuce pour se cacher d'eux...!!!  
À noter que le rôle de B. Keaton est muet sauf à la fin où il dit : "Merci".

## Fiche technique
- Titre : Deux Bidasses et le Général
- Titre original : Due marines e un generale
- Réalisation : Luigi Scattini
- Scénario : Franco Castellano, Giuseppe Moccia avec la collaboration de Vittorio Vighi, sur une idée de Fulvio Lucisano
- Musique : Piero Umiliani
- Photographie : Fausto Zuccoli
- Montage : Renato Cinquini
- Production : Fulvio Lucisano
- Société de production : Italian International Film et Dino de Laurentiis Cinematografica
- Pays :  Italie
- Genre : Comédie
- Durée : 96 minutes
- Dates de sortie : 
  - Italie : 2 décembre 1965
  - France : 20 décembre 1972

## Distribution
- Franco Franchi : Frank
- Ciccio Ingrassia : Joe
- Buster Keaton : Gen. von Kassler
- Martha Hyer : Lt. Inge Schultze
- Fred Clark : Gen. Zacharias
- Barbara Loy : Inger
- Ignazio Dolce

## Autour du film
- Le personnage du general Von Kassler est inspiré d'Erwin Rommel. D'ailleurs, Rommel étant surnommé "le renard du désert", Von Kassler est surnommé "le renard des dunes".
- Ce film a été distribué par Ciné Vidéo Distribution sous le titre 2 Places en Enfer, tentant de le faire passer pour un drame de guerre.